# Nuancier des Citroën type A

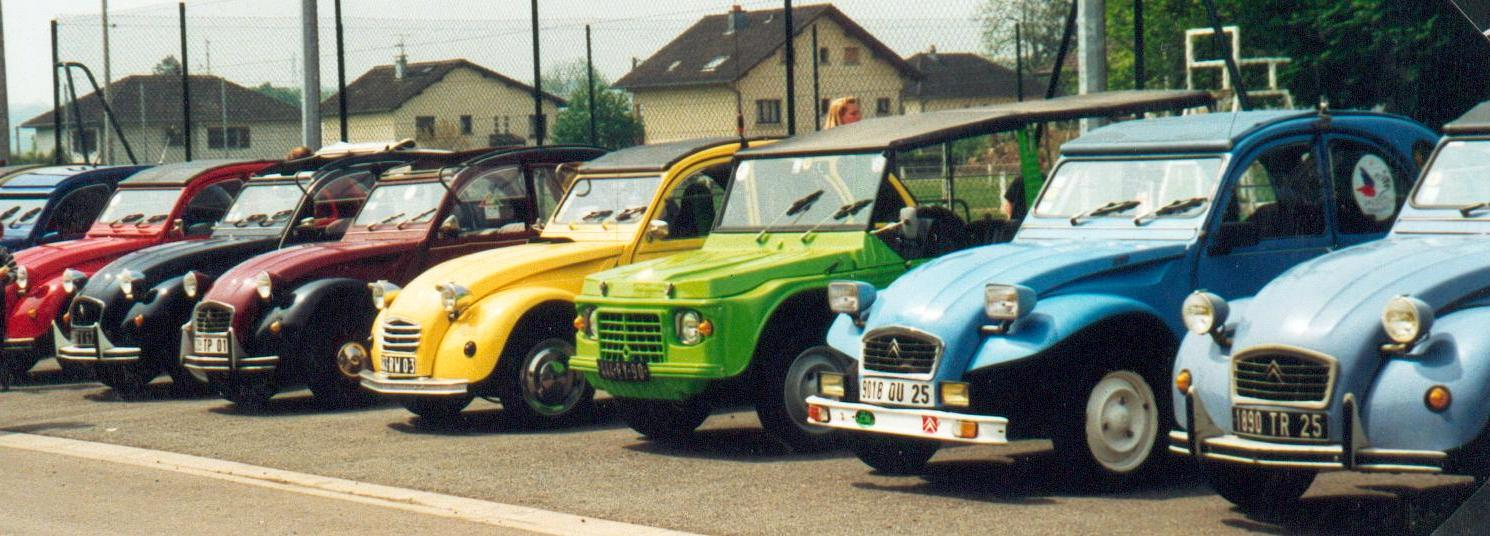
Exposition de 2cv aux couleurs officielles ou personnalisées (Remarquez la Citroën Méhari verte cachée entre deux 2cv).

Même si les 2cv sont d'abord sorties, en 1948, avec une unique couleur grise, les modes les ont habillées de couleurs de plus en plus affirmées. Ces couleurs ont été adoptées sur les autres modèles de Citroën, en particulier sur les modèles dérivés des 2CV.

## Remarque sur les références
Les tableaux ci-dessous donnent la liste des références des couleurs du nuancier, leur dénomination commerciale, les modèles concernés et les dates. Cependant, tous les écrans n'ayant pas le même rendu, les teintes affichées peuvent différer de la réalité, et sont donc indicatives.
Les références de couleurs sont données selon deux jeux de codes:
- un code commençant par AC (comme André Citroën) suivi de trois chiffres. Il s'agit des teintes les plus anciennes.
- un code constitué de trois lettres, qui peut éventuellement faire doublon avec le précédent. Dans ce cas il s'agit d'une teinte utilisée après le rachat de Citroën par le groupe PSA.

## Gris, noir et blanc
Dans les premières années, la peinture des 2CV ne permettait aucun choix
- 1948-1952 Gris aluminium métallisé AC109
- 1953-1954 Gris foncé brillant AC118
- 1955-1960 Gris moyen AC132
- À partir de septembre 1959 apparaît le Bleu Glacier AC 606 puis en octobre 1960 le Vert Embrun AC511 et le Jaune Panama AC307. Ensuite, de nombreuses couleurs sont devenues possibles.

| Aperçu couleur | Nom commercial | Réf.          | Modèle concerné et millésimes                              |
| -------------- | -------------- | ------------- | ---------------------------------------------------------- |
|                | Gris Rosé      | AC136         | - 1960-68 : 2cv - AZAM                                     |
|                | Cormoran       | EVP           | - 1983-88 : 2CV - 1984 : 2cv Charleston - 1986 : 2cv Dolly |
|                | Nocturne       | AC099 EVR GVR | - 1984 : 2cv Charleston - 1986 : 2cv Dolly                 |
|                | Noir           | AC 200        | - 1982-90: 2cv Charleston - Dyane                          |
|                | Blanc Meije    | AC088 EWT     | - tous modèles - 1970-79                                   |

## Jaune
| Aperçu couleur | Nom commercial | Réf.   | Modèle concerné et millésimes |
| -------------- | -------------- | ------ | --- |
|                | Atacama        | AC1147 | - 1980-87: Méhari teinte dans la masse                                                                                             |
|                | Panama         | AC307  | 196?: 2cv |
|                | Cédrat         | AC331  | - 1975-77: 2cv Spécial - 1975-76: Dyane 6, Ami 8 et Ami Super                                                                      |
|                | Mimosa         | AC333  | 1981: 2CV 007 |
|                | Hélios         | AC336  | |
|                | Rialto         | EAA    | - 1984-90 : 2CV Mars 1985 2 CV Dolly en combinaison avec le gris cormoran 1985-1986 2 CV Dolly en combinaison avec le rouge Delage |
| Métallisé      | Or sombre      | AC3302 | - Sept.68-Mars 69 Ami 6 - Dyane |
|                | Ivoire         | AC113  | Jantes sur tous modèles |

## Bleu
| Aperçu couleur | Nom commercial | Réf.          | Modèle concerné et millésimes       |
| -------------- | -------------- | ------------- | ----------------------------------- |
|                | Glacier        | AC 606        | 1960-64: 2cv                        |
|                | Lagune         | AC639 GNA     | - 1976 :2cv                         |
|                | Week-end       | AC625         | 1967-1968 : Dyane                   |
|                | Cristal        | AC626         | 1968-1969 : Dyane                   |
|                | Mésange        | AC629         | 1969-1970 : Dyane                   |
|                | des Tropiques  | AC659 GNW EPW |                                     |
|                | Céleste        | AC675 EMB     | 2cv (→1990), Dyane Acadiane (→1988) |
|                | de Nuit        | AC601 ELK     | 1986: 2cv Dolly                     |
|                | Myosotis       | AC 645        |                                     |
|                | Azurite        | AC650         | 1979-1981 : 2cv                     |

## Rouge
| Aperçu couleur | Nom commercial | Réf.       | Modèle concerné et millésimes                                                |
| -------------- | -------------- | ---------- | ---------------------------------------------------------------------------- |
|                | Cornaline      | AC419      | 1967: Ami 6                                                                  |
|                | Corsaire       | AC403      | 1967-1970: Dyane 1968: Ami 6 berline et break, 2cv AZAM                      |
|                | de Castille    | AC442      | 1981-1982: Dyane                                                             |
|                | Vallelunga     | EKB AC 448 | 1983-1984: Dyane 1982-1990: 2CV                                              |
|                | de Rio         | AC 424     | 1970-1972: Dyane                                                             |
|                | Géranium       | AC 434     | 1978: Dyane                                                                  |
|                | soleil         | AC 432     | 1977: Dyane                                                                  |
|                | Delage         | AC 446 EKA | 1982: 2cv Charleston 1985-1986 2CV Dolly en combinaison avec le jaune rialto |
|                | Hopi           |            | 1969-1975: Méhari teinte dans la masse                                       |

## Vert
| Aperçu couleur | Nom commercial | Réf.      | Modèle concerné et millésimes                                                                                  |
| -------------- | -------------- | --------- | --- |
|                | Embrun         | AC 511    | - 196x: 2cv AZ - 196x: 2cv AZAM                                                                                |
|                | Montana        |           | 1968-90 Méhari (teinte dans la masse)                                                                          |
|                | Charmille      | AC522     | - 1967-68 Ami 6 Club - 1969-72 Ami8                                                                            |
|                | Jade           | AC539 GRA | - Sept. 1963-juin 1964 : Ami 6 - 1979-83 : Dyane - 1980-83 : 2CV                                               |
|                | Tuileries      | AC531     | - 1975-76 : Dyane                                                                                              |
|                | Bambou         | AC553     | - 1976-79 : 2CV - 1977-79 : Dyane - 1987 2CV Sauss Ente (Série limitée D) - 1987 2CV Bamboo (série limitée GB) |
|                | Tibesti        | AC400     | Méhari (teinte dans la masse)                                                                                  |

## Orange
| Aperçu couleur | Nom commercial | Réf.      | Modèle concerné et millésimes                                            |
| -------------- | -------------- | --------- | ------------------------------------------------------------------------ |
|                | Ténéré         | AC329     | - 1976: 2cv SPOT - 1975-76 : Ami 8 et Ami super - 1974-1975-1976 Dyane 6 |
|                | Kirghiz        | AC315 EHP | - 1968-1988: Méhari - véhicules DDE                                      |

## Beige
| Aperçu couleur | Nom commercial | Réf.          | Modèle concerné et millésimes           |
| -------------- | -------------- | ------------- | --------------------------------------- |
|                | Albatros       | AC087         | - Dyane 1971-1973                       |
|                | Colorado       | AC069 EDB GDB | - 2cv Spécial - Acadiane                |
|                | Nevada         | AC074 GDW     | - Dyane - 2cv                           |
|                | Kalahari       | AC808         | 1968-77 : Méhari (teinte dans la masse) |
|                | Hoggar         | AC125         | 1978-87 : Méhari (teinte dans la masse) |